# Барыш Алпайкут
Бары́ш Алпайку́т (тур. Barış Alpaykut; род. 20 июля 1987; Стамбул, Турция) — турецкий актёр. Снимался в сериалах «Прилив», «Курт Сеит и Александра» и «Чёрная любовь».

## Биография
Барыш Алпайкут родился 20 июля 1987 года в Стамбуле, Турция.
С раннего детства он решил, что будет актёром. Родители всячески поддерживали его в этом и способствовали его развитию.

## Карьера
После школы Барыш поступил на актерский факультет Стамбульского университета. После его окончания, снимался в рекламных роликах. Спустя время его пригласили на съёмки сериала «Kirli Beyaz». Там он появился лишь в нескольких эпизодах, но из-за хорошей игры и привлекательной внешности его запомнили и в 2011-2012 годах он принял участие в сериале «Однажды в Османской империи». В 2013-2015 годах снимался в сериале «Прилив». В 2014 году снялся в сериале «Курт Сеит и Александра». В 2015–2016 годах снимался в сериале «Чёрная любовь».

## Личная жизнь
Его рост – 177 см. Примерный вес – 76 кг. Барыш – активный человек. В свободное время занимается боевыми искусствами (дзюдо, айкидо), плаваньем, фитнесом, а также, футболом и верховой ездой. Также, как утверждают источники, Барыш специализируется на японских боевых искусствах и является одним из немногих иностранных учеников 600-летней частной школы самураев в Японии. Он достиг уровня самурая после долгих тренировок.
В 2021 году Барыш Алпайкут женился на девушке Наврас, с которой встречался несколько лет. Она родом из Туниса.

## Фильмография
| Год       | Русское название            | Турецкое название           | Роль       | Заметки                |
| --------- | --------------------------- | --------------------------- | ---------- | ---------------------- |
| 2009-2013 | Сакарья-Фырат               | Sakarya-Firat               |            | Второстепенная роль    |
| 2011-2012 | Однажды в Османской империи | Bir Zamanlar Osmanli: Kiyam |            | Второстепенная роль    |
| 2013-2015 | Прилив                      | Medcezir                    | Узай       | Второстепенная роль    |
| 2014      | Курт Сеит и Александра      | Kurt Seyit ve Şura          | Осман      | Второстепенная роль    |
| 2015-2016 | Черная любовь               | Kara Sevda                  | Озан Сизин | Второстепенная роль 1. |